# Frank Goldsmith (1878-1967)
Pour les autres membres de la famille, voir Famille Goldschmidt.
Francis Benedict Hyam Goldsmith (22 novembre 1878 à Francfort-sur-le-Main - 14 février 1967 à Paris 9e) est un homme politique britannique.

## Biographie
Fils d'Adolphe Goldschmidt (en) et d'Alice Emma Moses Merton, il s'installe à Londres en 1895. Il suit ses études à Magdalen College (Oxford).
Admis à Inner Temple en 1902, il devient lieutenant au Suffolk Yeomanry (en) in 1908.
Il est élu au Westminster City Council (en) en 1903, puis au London County Council en 1904.
Il est membre de la Chambre des communes de 1910 à 1918.
Il s'établit en France après la guerre et investit dans les hôtels de luxe (Hôtel de Paris, Carlton, Le Lotti, Hôtel Savoy, Hôtel King David...).
Il est le père d'Edward Goldsmith et de James Goldsmith.